# Adunați, Prahova
Adunați (în trecut, Adunații-Prahoviței sau Adunații-Proviței) este satul de reședință al comunei cu același nume din județul Prahova, Muntenia, România.
În 1788, așezarea era un cătun din plaiul Prahova, județul Saac.